# CVX级航空母舰
CVX级航空母舰（：／），原名為LPX-II，是韓國海軍目前正在開發的航空母艦級別。該級是先前優先考慮兩棲能力的獨島級兩棲突擊艦的後續，而CVX將被設計用於固定翼飛機和旋翼航空器作戰，構成傳統的航空母艦。作為2020－2024年中期防禦計劃（국방중기계획）的一部分，正式宣布並資助該級的開發計畫，該計劃於2020年12月發布。
但在2022年，有消息称韩国建造其第一艘航空母舰的计划没有作为2023年国防预算的一部分得到资助。

## 外部連結
- navalnews.com, South Korea officially starts LPX-II aircraft carrier program （页面存档备份，存于）
- US Naval Institute, LPX-II （页面存档备份，存于）
- Shepherd Media, South Korea reveals imagery of LPX-II carrier （页面存档备份，存于）
- The Diplomat, Republic of Korea Navy （页面存档备份，存于）
- Republic of Korea Navy Homepage （页面存档备份，存于）
- Maritime Executive, South Korea is developing its first aircraft carrier （页面存档备份，存于）
- Popular Mechanics, South Korea Is Packing Its First Aircraft Carrier with F-35s （页面存档备份，存于）
- globalsecurity.org, LPX-II （页面存档备份，存于）